# Joseph Corcelle
Joseph Corcelle, né le 20 janvier 1858 à Genève et mort le 25 mars 1921 à Ceyzérieu, est un spéléologue et un géographe français.
Il est surtout connu pour son inventaire des cavités du département de l'Ain et pour ses écrits sur la géographie et le tourisme de la région.

## Activités spéléologiques
Joseph Corcelle s'est attaché à recenser les cavités du département de l'Ain dans une série d'articles s'échelonnant entre 1888 et 1913.

## Sources et références
- « Les grandes figures disparues de la spéléologie française », Spelunca (Spécial Centenaire de la Spéléologie), no 31,‎ juillet-septembre 1988, p. 43-44
- Delanghe, Damien, Médailles et distinctions honorifiques (document PDF), in : Les Cahiers du CDS no 12, mai 2001.
- Association des anciens responsables de la fédération française de spéléologie : In Memoriam.